# Lista de produções da Hanna-Barbera
Esta é uma lista de produções da Hanna-Barbera Productions. Os desenhos animados foram exibidos originalmente nas três grandes emissoras norte-americanas,[carece de fontes?] principalmente nos sábados de manhã (Saturday Morning Cartoons) e alguns deles no Primetime. No Brasil foram exibidos a partir da década de 60 nos principais canais de televisão abertos e parte deles foi exibido no canal pago Tooncast, até a data do encerramento em 2024. Para produções subsequentes com personagens criados por Hanna-Barbera, veja Cartoon Network Studios e Warner Bros. Animation.

## Desenhos animados

### 1950's
| Título original | Título no Brasil                                                          | Temporada | Dublagem original | Transmissão original |
| --- | ------------------------------------------------------------------------- | --------- | ----------------- | -------------------- |
| The Ruff and Reddy Show' | Jambo e Ruivão                                                            | 1957-1960 | Gravasom          | NBC                  |
| The Huckleberry Hound Show - Huckleberry Hound - Pixie and Dixie and Mr. Jinks - Yogi Bear (1958-1960) - Hokey Wolf (1960-1961) | - Dom Pixote - Plic e Ploc e Chuvisco - Zé Colmeia - Joca e Dingue-Lingue | 1958-1961 | AIC São Paulo     | Syndication          |
| The Quick Draw McGraw Show - Quick Draw McGraw - Augie Doggie and Doggie Daddy - Snooper and Blabber                            | - Pepe Legal - Bibo Pai e Bobi Filho - Olho Vivo e Faro Fino              | 1959-1961 | AIC São Paulo     | Syndication          |
| Loopy De Loop | Loopy Le Beau                                                             | 1959-1965 | AIC São Paulo     | Cinema               |

### 1960's
| Título original | Título no Brasil                                                                                           | Temporada | Dublagem original                    | Transmissão original |
| --- | --- | --------- | ------------------------------------ | -------------------- |
| The Flintstones | Os Flintstones                                                                                             | 1960-1966 | Gravasom AIC São Paulo               | ABC                  |
| - The Yogi Bear Show - Snagglepuss (1961) - Yakky Doodle (1961) | - Zé Colmeia - Leão da Montanha - O Patinho Duque                                                          | 1960-1961 | AIC São Paulo                        | Syndication          |
| Top Cat | Manda-Chuva                                                                                                | 1961-1962 | AIC São Paulo                        | ABC                  |
| The Jetsons | Os Jetsons                                                                                                 | 1962-1963 | AIC São Paulo                        | ABC                  |
| The Hanna-Barbera New Cartoon Series - Wally Gator - Touché Turtle and Dum Dum - Lippy the Lion & Hardy Har Har | - Wally Gator - Tartaruga Touché e Dum Dum - Lippy e Hardy                                                 | 1962-1963 | AIC São Paulo                        | Syndication          |
| Jonny Quest | Jonny Quest                                                                                                | 1964-1965 | AIC São Paulo                        | ABC                  |
| The Magilla Gorilla Show - Magilla Gorilla - Punkin' Puss & Mushmouse - Ricochet Rabbit & Droop-a-Long (1964) - Breezly and Sneezly (1965) | - Maguila, o Gorila - Bacamarte & Chumbinho - Coelho Ricochete - Matracatrica e Fofoquinha                 | 1964-1965 | AIC São Paulo                        | Syndication          |
| Peter Potamus and his Magic Flying Balloon Show (1964-1965) The Peter Potamus Show (1966) - Peter Potamus and So-So (1964-1966) - Yippee, Yappee and Yahooey (1964-1966) - Breezly and Sneezly (1964) - Ricochet Rabbit & Droop-a-Long (1965-1966) | - Peter Potamus e Tico Mico - Mosquito, Mosquete e Moscardo - Matracatrica e Fofoquinha - Coelho Ricochete | 1964-1966 | AIC São Paulo                        | Syndication ABC      |
| The Atom Ant/Secret Squirrel Show - Atom Ant - Precious Pupp - The Hillbilly Bears - Secret Squirrel - Squiddly Diddly - Winsome Witch | - A Formiga Atômica - Xodó da Vovó - Zé Buscapé - Esquilo sem Grilo - Lula Lelé - Feiticeira Faceira       | 1965-1966 | Herbert Richers                      | NBC                  |
| Sinbad Jr. and his Magic Belt | Sinbad Jr.                                                                                                 | 1965-1966 | Riosom                               | Syndication          |
| Frankenstein, Jr. and The Impossibles - Frankenstein Jr. - The Impossibles | - Frankenstein Jr. - Os Impossíveis                                                                        | 1966-1967 | AIC São Paulo                        | CBS                  |
| Space Ghost and Dino Boy - Space Ghost - Dino Boy in the Lost Valley | - Space Ghost - Dino Boy                                                                                   | 1966-1967 | AIC São Paulo                        | CBS                  |
| The Space Kidettes | Brasinhas do Espaço                                                                                        | 1966-1967 | Dublasom Guanabara                   | NBC                  |
| Laurel & Hardy | O Gordo e o Magro                                                                                          | 1966-1967 | Riosom                               | Syndication          |
| Fantastic Four | Os Quatro Fantásticos                                                                                      | 1967-1968 | Dublasom Guanabara TV Cinesom Riosom | ABC                  |
| The Herculoids | Os Herculóides                                                                                             | 1967-1968 | Cinecastro                           | CBS                  |
| Shazzan | Shazzan | 1967-1968 | Cinecastro                           | CBS                  |
| Young Samson & Goliath | O Jovem Sansão                                                                                             | 1967-1968 | Dublasom Guanabara                   | NBC                  |
| Moby Dick and Mighty Mightor - Moby Dick - Mighty Mightor | - Moby Dick - O Poderoso Mightor                                                                           | 1967-1968 | Cinecastro                           | CBS                  |
| Birdman and the Galaxy Trio - Birdman - Galaxy Trio | - Homem-Pássaro - Galaxy Trio                                                                              | 1967-1968 | Herbert Richers                      | NBC                  |
| The Abbott and Costello Cartoon Show | Abbott e Costello                                                                                          | 1967-1968 | Peri Filmes                          | Syndication          |
| The Adventures of Gulliver | As Aventuras de Gulliver                                                                                   | 1968-1969 | Dublasom Guanabara                   | ABC                  |
| Wacky Races | Corrida Maluca                                                                                             | 1968-1969 | TV Cinesom                           | CBS                  |
| The Banana Splits Adventure Hour - Arabian Knights - The Three Musketeers - Micro Ventures | - Os Cavaleiros das Árabia - Os Três Mosqueteiros - Microaventuras                                         | 1968-1969 | TV Cinesom                           | NBC                  |
| The Cattanooga Cats Show (1969) The Motormouse and Autocat Show (1970) - Cattanooga Cats (1969) - Around the World in 79 Days (1969) - It´s the Wolf (1969-1970) - Motormouse and Autocat (1969-1970)                                              | - A Turma da Gatolândia - A Volta ao Mundo em 79 Dias - É o Lobo! - Juca Bala e Zé Bolha                   | 1969-1970 | Dublasom Guanabara                   | ABC                  |
| Dastardly and Muttley in Their Flying Machines | Máquinas Voadoras / Dick Vigarista e Muttley                                                               | 1969-1970 | TV Cinesom                           | CBS                  |
| The Perils of Penelope Pitstop | Os Apuros de Penélope Charmosa                                                                             | 1969-1970 | Dublasom Guanabara                   | CBS                  |
| Scooby-Doo, Where Are You! | Scooby-Doo, Cadê Você?                                                                                     | 1969-1970 | Dublasom Guanabara                   | CBS                  |

### 1970
| Título original | Título no Brasil | Temporada | Dublagem original             | Transmissão original |
| --- | --- | --------- | ----------------------------- | -------------------- |
| Josie and the Pussycats | Josie e as Gatinhas | 1970-1971 | Cinecastro                    | CBS                  |
| Harlem Globetrotters | Harlem Globetrotters | 1970-1971 |                               | CBS                  |
| Where´s Huddles? | Os Tremendões | 1970      | Dublasom Guanabara            | CBS                  |
| The Funky Phantom | Fantasminha Legal | 1971-1972 | Cinecastro                    | ABC                  |
| Help!... It's the Hair Bear Bunch! | O Urso do Cabelo Duro | 1971-1972 | Cinecastro                    | CBS                  |
| The Pebbles and Bamm-Bamm Show | Bam-Bam e Pedrita | 1971-1972 | AIC São Paulo                 | CBS                  |
| The Amazing Chan and the Chan Clan | As Aventuras de Charlie Chan                                                                                               | 1972      | Herbert Richers               | CBS                  |
| The New Scooby-Doo Movies | Os Novos Filmes do Scooby-Doo                                                                                              | 1972-1973 | Herbert Richers               | CBS                  |
| The Roman Holidays | Os Muzarelas | 1972      | Herbert Richers               | NBC                  |
| Josie and the Pussycats in Outer Space | Josie e as Gatinhas no Espaço                                                                                              | 1972      | Cinecastro                    | CBS                  |
| The Flintstone Comedy Hour | As Novas Aventuras dos Flintstones                                                                                         | 1972      | BKS                           | CBS                  |
| Sealab 2020 | Laboratório Submarino | 1972      | Herbert Richers               | NBC                  |
| Wait Till Your Father Gets Home | Papai Sabe Nada | 1972-1974 | Herbert Richers               | Syndication          |
| Yogi's Gang | A Turma do Zé Colmeia | 1973      | Herbert Richers               | ABC                  |
| Inch High, Private Eye | Grande Polegar, Detetive Particular                                                                                        | 1973      | Herbert Richers               | NBC                  |
| Super Friends | Superamigos | 1973      | Herbert Richers               | ABC                  |
| The Addams Family | A Família Addams | 1973      | Álamo                         | NBC                  |
| Butch Cassidy and the Sundance Kids | Butch Cassidy | 1973      | AIC São Paulo                 | NBC                  |
| Goober and The Ghost Chasers | Goober e os Caçadores de Fantasmas                                                                                         | 1973      | AIC São Paulo                 | ABC                  |
| Jeannie | Jeannie é um Gênio | 1973      | AIC São Paulo                 | CBS                  |
| Speed Buggy | Speed Buggy | 1973      | AIC São Paulo                 | CBS                  |
| Wheelie and the Chopper Bunch | Carangos e Motocas | 1974-1975 | Herbert RichersSincrovídeo    | NBC                  |
| Hong Kong Phooey | Hong Kong Fu | 1974      | Herbert Richers               | ABC                  |
| Partridge Family 2200 A.D. | A Família Dó-Ré-Mi | 1974      | Herbert RichersCinevídeo      | CBS                  |
| Devlin | Devlin, o Motoqueiro | 1974      | Herbert Richers               | ABC                  |
| Valley of the Dinosaurs | O Vale dos Dinossauros | 1974      | Herbert Richers               | CBS                  |
| These Are the Days | Vovô Viu a Uva | 1974-1975 | Herbert Richers               | ABC                  |
| The Tom & Jerry/Grape Ape Show (1975) The Tom & Jerry/Grape Ape/Mumbly Show (1976) - The Tom and Jerry Show (1975) - The Great Grape Ape Show (1975) - The Mumbly Cartoon Show (1976)   | - O Novo Festival Tom e Jerry - João Grandão - Rabugento, o Cão Detetive                                                   | 1975-1976 | AIC São Paulo Herbert Richers | ABC                  |
| Jabberjaw | Tutubarão | 1976      | Herbert Richers               | ABC                  |
| The Scooby-Doo/Dynomutt Hour - The Scooby-Doo Show - Dynomutt, Dog Wonder | - O Show do Scooby-Doo - Dinamite, o Bionicão                                                                              | 1976      | Herbert Richers               | ABC                  |
| Clue Club | Clue Club | 1976      | Herbert Richers               | CBS                  |
| The All-New Super Friends Hour - Super Friends - Wonder Twins | - Super Amigos - Super Gêmeos                                                                                              | 1977      | Herbert Richers               | ABC                  |
| CB Bears - CB Bears - Posse Impossible - Blast-Off Buzzard - Undercover Elephant - Shake, Rattle and Roll - Heyyy, It's the King!                                                       | - Ursuat - Polícia Desmontada - Careta e Mutreta - Elefantástico - Treme-Treme - Trapaleão                                 | 1977      | Herbert Richers               | NBC                  |
| Scooby's All-Star Laff-A-Lympics (1977) - The Scooby-Doo Show (1977) - Laff-A-Lympics (1977-1978) - Captain Caveman and the Teen Angels (1977-1978) - Scooby-Doo, Where Are You! (1978) | - O Show do Scooby-Doo - Dinamite, o Bionicão - Ho-Ho-Límpicos - Capitão Caverna e as Panterinhas - Scooby-Doo, Cadê Você? | 1977-1978 | Herbert Richers               | ABC                  |
| Skatebirds - The Robonic Stooges - Wonder Wheels | - Os Robôbos - Cocota e Motoca                                                                                             | 1977      | Herbert Richers               | CBS                  |
| The All New Popeye Hour - The Adventures of Popeye - Dinky Dog (1978) - Popeye's Sports Parade (1978) - Popeye's Treasure Hunt (1978-1979)                                              | - O Novo Show do Popeye - Cachorro Quente                                                                                  | 1978-1980 | Herbert Richers               | CBS                  |
| Yogi's Space Race - Yogi's Space Race - Galaxy Goof-Ups - The Buford Files - The Galloping Ghost                                                                                        | - A Corrida Espacial do Zé Colmeia - Os Trapalhões Espaciais - Arquivo Cãofidencial - Fantasmino, o Fantasma Galopante     | 1978      | Herbert Richers               | NBC                  |
| Challenge of the Super Friends | Superamigos | 1978      | Herbert Richers               | ABC                  |
| The Godzilla Power Hour - Godzilla - Jana of the Jungle | - Godzilla - Jana das Selvas                                                                                               | 1978      | Herbert Richers               | NBC                  |
| The New Fred and Barney Show | O Novo Show de Fred e Barney                                                                                               | 1979      | BKS                           | NBC                  |
| The World's Greatest Super Friends | Superamigos | 1979      | Herbert Richers               | ABC                  |
| Casper and the Angels | Gasparzinho, O Fantasma Espacial                                                                                           | 1979      | Herbert Richers               | NBC                  |
| Fred and Barney Meet The Thing - The New Fred and Barney Show - The Thing | - O Novo Show de Fred e Barney - A Coisa                                                                                   | 1979      | BKSHerbert Richers            | NBC                  |
| The Super Globetrotters | Os Super Globetrotters | 1979      | Herbert Richers               | NBC                  |
| The New Shmoo | Shmoo, a Foca Fofa | 1979      | Herbert Richers               | NBC                  |
| Scooby-Doo and Scrappy-Doo | Scooby-Doo e Scooby-Loo | 1979-1980 | Herbert Richers               | ABC                  |
| Godzilla | Godzilla | 1979      | Herbert Richers               | NBC                  |
| Fred and Barney Meet the Shmoo - The New Fred and Barney Show - The New Shmoo | - O Novo Show de Fred e Barney - Shmoo, a Foca Fofa                                                                        | 1979-1980 | BKSHerbert Richers            | NBC                  |

### 1980
| Título original | Título no Brasil                                                                                             | Temporada | Dublagem original                        | Transmissão original |
| --- | --- | --------- | ---------------------------------------- | -------------------- |
| Super Friends | Superamigos                                                                                                  | 1980-1983 | Herbert Richers                          | ABC                  |
| The Fonz and the Happy Days Gang | | 1980-1981 |                                          | ABC                  |
| The Flintstone Comedy Show | Flintstones e Cia.                                                                                           | 1980-1982 | BKS                                      | NBC                  |
| The Richie Rich/Scooby-Doo Show - Scooby-Doo and Scrappy-Doo - Richie Rich                                                                 | - Scooby-Doo e Scooby-Loo - Riquinho                                                                         | 1980-1981 | Herbert Richers                          | ABC                  |
| Drak Pack | Família Drácula                                                                                              | 1980      | ÁlamoDouble Sound                        | CBS                  |
| The Kwicky Koala Show | Koala Bala                                                                                                   | 1981-1982 | Herbert Richers                          | CBS                  |
| Trollkins | A Família Trololó                                                                                            | 1981      | Álamo                                    | CBS                  |
| The Smurfs - The Smurfs - Johan and Peewit (1982)                                                                                          | - Os Smurfs - Johan e Peewit                                                                                 | 1981-1989 | Herbert Richers                          | NBC                  |
| Laverne & Shirley in the Army | | 1981-1982 |                                          | ABC                  |
| Space Stars - Teen Force - Astro and the Space Mutts - Space Ghost - The Herculoids - Space Stars Finale                                   | - Força Jovem - Astro e os Cães Espaciais - Space Ghost (novos episódios) - Os Herculóides (novos episódios) | 1981      | Telecine BKS                             | NBC                  |
| The Pac-Man/Little Rascals/Richie Rich Show - The Little Rascals - Richie Rich - Pac-Man                                                   | - Os Batutinhas - Riquinho - Pac-Man: O Comilão                                                              | 1982-1983 | ÁlamoHerbert RichersTelecine/Sincrovídeo | ABC                  |
| Shirt Tales | Super Tiras                                                                                                  | 1982-1983 | Álamo                                    | NBC                  |
| Mork & Mindy/Laverne & Shirley/Fonz Hour - Mork & Mindy/Laverne & Shirley/Fonz Hour\|Mork & Mindy - Laverne & Shirley with The Fonz (1982) | | 1982-1983 |                                          | ABC                  |
| The Gary Coleman Show | Andy, o Anjinho da Guarda                                                                                    | 1982-1983 |                                          | NBC                  |
| The Scooby & Scrappy-Doo/Puppy Hour - Scooby-Doo and Scrappy Doo - Scrappy and Yabba-Doo - The Puppy's New Adventures                      | - Scooby-Doo e Scooby-Loo                                                                                    | 1982      | Herbert Richers                          | ABC                  |
| The Dukes | Os Gatões | 1983      |                                          | CBS                  |
| The Biskitts | Os Biskitts                                                                                                  | 1983-1984 | Telecine                                 | CBS                  |
| The Monchhichis/Little Rascals/Richie Rich Show - The Little Rascals (série animada)\|The Little Rascals - Richie Rich - Monchhichis       | - Os Batutinhas - Riquinho - Os Miquinhos                                                                    | 1983-1984 | ÁlamoHerbert Richers Telecine            | ABC                  |
| The Pac-Man/Rubik, the Amazing Cube Hour - Pac-Man - Rubik, the Amazing Cube                                                               | - Pac-Man: O Comilão                                                                                         | 1983      |                                          | ABC                  |
| The All-New Scooby and Scrappy-Doo Show | O Novo Show do Scooby-Doo e Scooby-Loo                                                                       | 1983      | Herbert RichersCinevídeo                 | ABC                  |
| Lucky Luke | Lucky Luke                                                                                                   | 1983-1984 | Herbert RichersTVE Rio                   | Syndication          |
| Snorks | Snorks | 1984-1989 | Herbert Richers                          | NBC ABC              |
| Super Friends: The Legendary Super Powers Show                                                                                             | Superamigos                                                                                                  | 1984-1985 | Herbert Richers                          | ABC                  |
| Pink Panther and Sons | Os Filhos da Pantera Cor-de-Rosa                                                                             | 1984-1985 | Herbert Richers                          | NBC                  |
| The New Scooby-Doo Mysteries | Os Novos Mistérios do Scooby-Doo                                                                             | 1984      | Herbert Richers                          | ABC                  |
| Challenge of the GoBots | Os GoBots | 1984-1985 |                                          | Syndication          |
| The Berenstain Bears | | 1985-1987 |                                          | CBS                  |
| The Super Powers Team: Galactic Guardians                                                                                                  | Superamigos                                                                                                  | 1985-1986 | Herbert Richers                          | ABC                  |
| The 13 Ghosts of Scooby-Doo | Os Treze Fantasmas do Scooby-Doo                                                                             | 1985      | Herbert Richers                          | ABC                  |
| Scooby's Mystery Funhouse | | 1985-1986 |                                          | ABC                  |
| Galtar and the Golden Lance | Galtar e a Lança Dourada                                                                                     | 1985-1986 | Telecine                                 | Syndication          |
| Paw Paws | Paw Paws, os Ursinhos Mágicos                                                                                | 1985-1986 | Telecine                                 | Syndication          |
| Yogi's Treasure Hunt | Zé Colmeia e os Caça-Tesouros                                                                                | 1985-1988 | BKSÁlamo                                 | Syndication          |
| Wildfire | Cavalo de Fogo                                                                                               | 1986      | Telecine                                 | CBS                  |
| The Flintstone Kids - The Flintstone Kids - Flintstone Funnies - Dino's Dilemmas - Captain Caveman and Son                                 | - Os Flintstones nos Anos Dourados - Capitão Caverna e Caverninha                                            | 1986-1988 | Telecine                                 | ABC                  |
| Pound Puppies | Os Cãezinhos do Canil                                                                                        | 1986-1987 | Cinevídeo                                | ABC                  |
| Teen Wolf | Teen Wolf: O Garoto do Futuro                                                                                | 1986-1987 | Herbert Richers                          | CBS                  |
| Foofur | Foofur e seu bando                                                                                           | 1986-1988 | Herbert RichersMastersound               | NBC                  |
| The New Adventures of Jonny Quest | As Novas Aventuras de Jonny Quest                                                                            | 1986-1987 | BKS                                      | Syndication          |
| Popeye and Son | Popeye e Filho                                                                                               | 1987      | Herbert RichersMarshmallow BKS           | CBS                  |
| Sky Commanders | Sky Commanders                                                                                               | 1987      | Herbert Richers                          | Syndication          |
| A Pup Named Scooby-Doo | O Pequeno Scooby-Doo                                                                                         | 1988-1991 | Herbert Richers Telecine                 | ABC                  |
| The Completely Mental Misadventures of Ed Grimley                                                                                          | As desventuras de Ed Grimley                                                                                 | 1988-1989 | Cinevídeo                                | NBC                  |
| The New Yogi Bear Show | O Novo Show do Zé Colmeia                                                                                    | 1988      | Álamo                                    | Syndication          |
| Fantastic Max | Max, O Fantástico                                                                                            | 1988-1990 | Telecine                                 | Syndication          |
| Dink, the Little Dinosaur | Dink, o Pequeno Dinossauro                                                                                   | 1989-1990 | Álamo                                    | CBS                  |
| The Further Adventures of SuperTed | Super Ted | 1989      |                                          | Syndication          |
| Tom & Jerry Kids - Tom & Jerry Kids - Droopy and Dripple - Spike and Tyke - Blast-Off Buzzard (1993)                                       | - As Aventuras dos Filhos de Tom & Jerry - Droopy - Spike e Tyke - Careta e Mutreta (novos episódios)        | 1990-1994 | Telecine Sincrovídeo                     | FOX                  |
| Gravedale High | | 1990      |                                          | NBC                  |
| Bill & Ted's Excellent Adventures | As Aventuras de Bill e Ted                                                                                   | 1990      | Herbert Richers                          | CBS                  |
| Midnight Patrol: Adventures in the Dream Zone                                                                                              | Patrulha Noturna                                                                                             | 1990      | Herbert Richers                          | Syndication          |
| The Adventures of Don Coyote and Sancho Panda                                                                                              | As Aventuras de Don Coyote e Sancho Panda                                                                    | 1990-1991 | Herbert Richers                          | Syndication          |
| Wake, Rattle, and Roll - Fender Bender 500 - Monster Tails                                                                                 | | 1990-1991 |                                          | Syndication          |

### 1990
As produções posteriores a 1991 passaram a receber por completo o rótulo "Cartoon Network Studios" após a dissolução da empresa em 2001. As produções originais feitas para o canal como O Laboratório de Dexter, Johnny Bravo, A Vaca e o Frango, Eu Sou o Máximo e As Meninas Superpoderosas, utilizaram a logomarca "HB" até 2001, antes de adotar o seu rótulo definitivo.

## Outras produções
- Hey There, It's Yogi Bear! (1964)
- The Man Called Flintstone (1966)
- Charlotte's Web (1973)
- C.H.O.M.P.S. (1979)
- Heidi's Song (1982)
- GoBots: Battle of the Rock Lords (1986)
- Jetsons: The Movie (1990)
- Scooby-Doo e os Irmãos Boo (1987)
- Scooby-Doo e o Lobisomem (1988)
- Scooby-Doo e a Escola Assombrada (1988)
- Manda-Chuva em Beverlly Hills (1988)